# 7e étape du Tour d'Italie 2007
La 7e étape du Tour d'Italie 2007 s'est déroulée le 19 mai dans les régions Ombrie et Toscane. Le parcours de 239 kilomètres relie Spoleto, dans la province de Pérouse à Scarperia del Mugello, dans celle de Florence. Elle a été remportée par l'Italien Alessandro Petacchi de la formation allemande Team Milram. Petacchi ayant été déclassé en 2008 à la suite d'un contrôle antidopage positif, la victoire revient à Thor Hushovd.

## Parcours
Cette étape, la 7e, est la plus longue du Tour d'Italie cette année avec 254 km. On peut s'attendre à une course très ouverte. Aucune difficulté majeure n'est présente sur le parcours, à l'exception d'une côte de 3e catégorie située à 55 km de l'arrivée. Les sprinters devraient donc normalement être au rendez-vous aujourd'hui à l'arrivée, qui se trouve tout près du circuit du Mugello, célèbre pour les nombreux essais de Formule 1 qui s'y déroulent mais aussi pour le Grand Prix moto d'Italie.

## Récit
- 140 km - Après 3 h et 115 km parcourus, la course hausse d'un ton, puisque la vitesse moyenne du peloton est passée à 39 km/h.
- 130 km - Quatre hommes sont en tête depuis le 10e kilomètre, il s'agit du Suisse Rubens Bertogliati (Saunier Duval-Prodir), de l'Espagnol Beñat Albizuri (Euskaltel-Euskadi), du Français Fabien Patanchon (La Française des jeux) et de l'Italien Elio Aggiano (Tinkoff Credit Systems). L'avance de ces 4 hommes dépasse les 10 minutes à la moitié de la course.
- 123 km - Fabien Patanchon vient de lâcher prise et ne devrait pas tarder à se faire rattraper par le peloton. Aggiano mène désormais l'échappée, juste devant Rubens Bertogliati et Beñat Albizuri.
- 115 km - L'échappée est à la peine, et le peloton reprend du terrain : l'écart n'est plus que de 8 min 45 s.
- 112 km - Au seul sprint intermédiaire du jour à Arezzo, Elio Aggiano est passé en tête devant Bertogliati et Albizuri.
- 105 km - L'échappée perd encore du temps, elle n'a plus que 6 min 55 s d'avance sur le peloton.
- 90 km - Fabien Patanchon (La Française des jeux) a repris sa place au sein du groupe de tête.
- 85 km - Les échappés vont bientôt arriver au pied de la seule difficulté du jour, le Valico Croce a Mori, répertorié en 3e catégorie, avec un peu plus de 5 min 30 s d'avance sur le peloton.
- 75 km - Les coureurs arrivent au 2e ravitaillement de cette étape, qui marque le début de l'ascension.
- 64 km - Les hommes de tête sont dans l'ascension du col et leur avance continue de fondre : elle n'est plus que de 3 min 30 s.
- 60 km - Dans la montée, personne n'attaque, personne ne décroche, les échappés restent soudés.
- 57 km - Le peloton revient à très vive allure : 1 min 10 s désormais. L'échappée est condamnée, elle sera sans doute reprise avant le sommet ou juste après.
- 55 km - Le Suisse Rubens Bertogliati (Saunier Duval-Prodir) accélère pour passer en tête et prendre les points au classement de la montagne, devant Beñat Albizuri (Euskaltel-Euskadi) et Fabien Patanchon (La Française des jeux). Elio Aggiano, distancé, bascule avec 30 secondes de retard. Le peloton est à une minute.
- 40 km - Les trois échappés continuent de collaborer activement, mais leur aventure touche à sa fin. Il ne leur reste plus que 48 secondes d'avance. Une fois la descente achevée, ils risquent de se faire rapidement avaler par le peloton.
- 35 km - Regroupement : C'est fini pour les échappés, qui auront tout de même tenu plus de 200 kilomètres à l'avant de la course. Le sprint massif semble être inévitable.
- 30 km - Une cassure a coupé le peloton en deux, isolant une trentaine de coureurs à l'arrière de la course. Parmi ces coureurs, Thor Hushovd (Crédit agricole), dont l'équipe travaille activement pour ramener son sprinter à l'avant de la course.
- 20 km - Sous la banderole des 20 derniers kilomètres, le deuxième peloton a quasiment comblé son retard. Mais cette poursuite va laisser des traces pour Hushovd, Danilo Napolitano ou Robert Förster.
- 18 km - Regroupement général. Le peloton est à nouveau réunifié.
- 14 km - Attaque de Matthew White (Discovery Channel).
- 12 km - White est repris.
- 6 km - Les coureurs entrent sur le circuit de Mugello.
- 3 km - Attaque de Salvatore Commesso dans la bosse du circuit. Il est suivi par le champion de Finlande de l'équipe La Française des jeux, Jussi Veikkanen.
- 1 km - Salvatore Commesso passe sous la flamme rouge seul en tête, Veikkanen n'a pas réussi à le suivre, mais le peloton revient fort avec les Milram en tête.
- Arrivée - Victoire d'Alessandro Petacchi! D'un souffle, l'Italien s'impose pour signer sa 2e victoire sur ce Giro 2007. Petacchi, Hushovd, Napolitano et Bettini ont quasiment fini sur la même ligne.

## Classement de l'étape
| \| DSQ \| Alessandro Petacchi \| Italie \| en \| 6 h 14 min 44 s \| \| 2. \| Thor Hushovd \| Norvège \| + \| m.t. \| \| 3. \| Paolo Bettini \| Italie \| \| m.t. \| \| 4. \| Danilo Napolitano \| Italie \| \| m.t. \| \| 5. \| José Joaquín Rojas \| Espagne \| \| m.t. \| \| 6. \| Alexandre Usov \| Biélorussie \| \| m.t. \| \| 7. \| Maximiliano Richeze \| Argentine \| \| m.t. \| \| 8. \| Enrico Gasparotto \| Italie \| \| m.t. \| \| 9. \| Assan Bazayev \| Kazakhstan \| \| m.t. \| \| 10. \| Koldo Fernández \| Espagne \| \| m.t. \| |                     |             |    |                 |
| DSQ | Alessandro Petacchi | Italie      | en | 6 h 14 min 44 s |
| 2. | Thor Hushovd        | Norvège     | +  | m.t.            |
| 3. | Paolo Bettini       | Italie      |    | m.t.            |
| 4. | Danilo Napolitano   | Italie      |    | m.t.            |
| 5. | José Joaquín Rojas  | Espagne     |    | m.t.            |
| 6. | Alexandre Usov      | Biélorussie |    | m.t.            |
| 7. | Maximiliano Richeze | Argentine   |    | m.t.            |
| 8. | Enrico Gasparotto   | Italie      |    | m.t.            |
| 9. | Assan Bazayev       | Kazakhstan  |    | m.t.            |
| 10. | Koldo Fernández     | Espagne     |    | m.t.            |

## Classement général
| \| 1. \| Marco Pinotti \| Italie \| en \| 29 h 59 min 16 s \| \| 2. \| Hubert Schwab \| Suisse \| + \| 3 min 30 s \| \| 3. \| Danilo Di Luca \| Italie \| \| 4 min 12 s \| \| 4. \| Franco Pellizotti \| Italie \| \| 4 min 38 s \| \| 5. \| Andrea Noè \| Italie \| \| 4 min 47 s \| \| 6. \| Vincenzo Nibali \| Italie \| \| m.t. \| \| 7. \| Luis Felipe Laverde \| Colombie \| \| 4 min 49 s \| \| 8. \| Andy Schleck \| Luxembourg \| \| 5 min 05 s \| \| 9. \| Damiano Cunego \| Italie \| \| 5 min 06 s \| \| 10. \| David Zabriskie \| États-Unis \| \| 5 min 15 s \| |                     |            |    |                  |
| 1. | Marco Pinotti       | Italie     | en | 29 h 59 min 16 s |
| 2. | Hubert Schwab       | Suisse     | +  | 3 min 30 s       |
| 3. | Danilo Di Luca      | Italie     |    | 4 min 12 s       |
| 4. | Franco Pellizotti   | Italie     |    | 4 min 38 s       |
| 5. | Andrea Noè          | Italie     |    | 4 min 47 s       |
| 6. | Vincenzo Nibali     | Italie     |    | m.t.             |
| 7. | Luis Felipe Laverde | Colombie   |    | 4 min 49 s       |
| 8. | Andy Schleck        | Luxembourg |    | 5 min 05 s       |
| 9. | Damiano Cunego      | Italie     |    | 5 min 06 s       |
| 10. | David Zabriskie     | États-Unis |    | 5 min 15 s       |

## Classements annexes
| Classement par points      | Total  |
| -------------------------- | ------ |
| Alessandro Petacchi Italie | 94 pts |
| Robbie McEwen Australie    | 56 pts |
| Robert Förster Allemagne   | 50 pts |

| Classement de la montagne   | Total  |
| --------------------------- | ------ |
| Luis Felipe Laverde Espagne | 18 pts |
| Danilo Di Luca Italie       | 15 pts |
| Riccardo Riccò Italie       | 10 pts |

| Classement du meilleur jeune | Total            | Total            |
| ---------------------------- | ---------------- | ---------------- |
| Hubert Schwab Suisse         | 30 h 02 min 46 s | 30 h 02 min 46 s |
| Vincenzo Nibali Italie       | +                | 1 min 17 s       |
| Andy Schleck Luxembourg      |                  | 1 min 35 s       |

| Classement par équipes   | Total            | Total            |
| ------------------------ | ---------------- | ---------------- |
| Ceramica Panaria Irlande | 88 h 59 min 20 s | 88 h 59 min 20 s |
| Liquigas Italie          | +                | 5 min 09 s       |
| Crédit agricole France   |                  | 5 min 24 s       |